# Anne E. Jensen (litteraturhistoriker)
 Der er flere personer med dette navn, se Anne E. Jensen.
Anne E. Jensen, født Abrahamsen (2. oktober 1922 – 18. marts 1999) var en dansk teater- og litteraturhistoriker.
Hun var datter af professor, dr.phil. Erik Abrahamsen og daværende hustru, fru Oda Bech-Jespersen, blev student fra Aurehøj Amtsgymnasium i 1941 og mag.art. i almindelig og sammenlignende litteraturhistorie i 1948. I 1959 udgav hun Rahbeks Pariserbreve, i 1960 Rahbek og de danske digtere og blev i 1968 dr.phil. på afhandlingen Studier over europæisk drama i Danmark 1722-1770 efter bl.a. et års studier ved Columbia University, som var muliggjort ved et stipendium. Hun har også skrevet Teatret i Lille Grønnegade 1722-1728 (Nyt Nordisk Forlag 1972), Kamma Rahbek 1775-1829 (1975) og Holberg og kvinderne eller et forsvar for ligeretten (Gyldendal 1984). Hun var amanuensis, lektor og til sidst docent ved Københavns Universitet og medlem af bestyrelsen for Egmont H. Petersens Kollegium. Hun var i 1969 storfavorit til embedet som professor i teaterhistorie ved Københavns Universitet, men søgte ikke stillingen. I 1985 modtog hun Tagea Brandts Rejselegat.
12. maj 1945 blev hun gift med Egill Jensen.